# Illas
Illas é um concelho (município) da Espanha na província e Principado das Astúrias. Tem 25,51 km² de área e em 2019 tinha 1 014 habitantes (densidade: 39,7 hab./km²).

## Demografia
| Variação demográfica do município entre 1991 e 2004 | Variação demográfica do município entre 1991 e 2004 | Variação demográfica do município entre 1991 e 2004 | Variação demográfica do município entre 1991 e 2004 |
| --------------------------------------------------- | --------------------------------------------------- | --------------------------------------------------- | --------------------------------------------------- |
| 1991                                                | 1996                                                | 2001                                                | 2004                                                |
| 1299                                                | 1225                                                | 1108                                                | 1045                                                |